# Джонсон (округ, Индиана)
Джо́нсон (англ. Johnson County) — округ в штате Индиана, США. Официально образован в 1823 году. По состоянию на 2010 год, численность населения составляла 139 654 человека.

## География
По данным Бюро переписи США, общая площадь округа равняется 833,437 км2, из которых 829,915 км2 суша и 3,522 км2 или 0,420 % это водоёмы.

## Население
По данным переписи населения 2000 года в округе проживает 115 209 жителей в составе 42 434 домашних хозяйств и 31 613 семей. Плотность населения составляет 139,00 человек на км2. На территории округа насчитывается 45 095 жилых строений, при плотности застройки около 54-ти строений на км2. Расовый состав населения: белые — 97,04 %, афроамериканцы — 0,79 %, коренные американцы (индейцы) — 0,18 %, азиаты — 0,84 %, гавайцы — 0,03 %, представители других рас — 0,48 %, представители двух или более рас — 0,65 %. Испаноязычные составляли 1,38 % населения независимо от расы.
В составе 37,40 % из общего числа домашних хозяйств проживают дети в возрасте до 18 лет, 62,00 % домашних хозяйств представляют собой супружеские пары проживающие вместе, 9,00 % домашних хозяйств представляют собой одиноких женщин без супруга, 25,50 % домашних хозяйств не имеют отношения к семьям, 21,20 % домашних хозяйств состоят из одного человека, 7,30 % домашних хозяйств состоят из престарелых (65 лет и старше), проживающих в одиночестве. Средний размер домашнего хозяйства составляет 2,63 человека, и средний размер семьи 3,06 человека.
Возрастной состав округа: 27,20 % моложе 18 лет, 8,70 % от 18 до 24, 30,80 % от 25 до 44, 22,30 % от 45 до 64 и 22,30 % от 65 и старше. Средний возраст жителя округа 35 лет. На каждые 100 женщин приходится 96,00 мужчин. На каждые 100 женщин старше 18 лет приходится 92,80 мужчин.
Средний доход на домохозяйство в округе составлял 52 693 USD, на семью — 60 571 USD. Среднестатистический заработок мужчины был 42 272 USD против 28 181 USD для женщины. Доход на душу населения составлял 22 976 USD. Около 3,30 % семей и 5,60 % общего населения находились ниже черты бедности, в том числе — 5,70 % молодежи (тех, кому ещё не исполнилось 18 лет) и 7,70 % тех, кому было уже больше 65 лет.